# Henry Holt (Politiker)
Henry Holt (* 13. November 1887 in Elgin, Illinois; † 2. März 1944 in Grand Forks, North Dakota) war ein US-amerikanischer Politiker. In den Jahren 1943 und 1944 war er Vizegouverneur des Bundesstaates North Dakota.

## Werdegang
Über die Jugend und Schulausbildung von Henry Holt ist nichts überliefert. Er kam zu einem unbekannten Zeitpunkt nach Grand Forks in North Dakota und wurde Mitglied der Demokratischen Partei. Im Jahr 1934 kandidierte er erfolglos für den US-Senat. Im Juli 1940 nahm er als Delegierter an der Democratic National Convention in Chicago teil, auf der Präsident Franklin D. Roosevelt zum dritten Mal als Präsidentschaftskandidat der Partei nominiert wurde.
1942 wurde Holt an der Seite von John Moses zum Vizegouverneur von North Dakota gewählt. Dieses Amt bekleidete er zwischen 1943 und seinem Tod am 2. März 1944. Dabei war er Stellvertreter des Gouverneurs und Vorsitzender des Staatssenats. Holt starb an Lungenkrebs. Er war der erste Demokrat, der das Amt des Vizegouverneurs von North Dakota ausübte.